# Ryan Sommer
Ryan Sommer (White Rock, 27 de agosto de 1993) es un deportista canadiense que compite en bobsleigh en la modalidad cuádruple.
Participó en los Juegos Olímpicos de Pekín 2022, obteniendo una medalla de bronce en la prueba cuádruple (junto con Justin Kripps, Cameron Stones y Benjamin Coakwell).
Ganó una medalla de bronce en el Campeonato Mundial de Bobsleigh de 2019, en la prueba cuádruple.

## Palmarés internacional
| Juegos Olímpicos   | Juegos Olímpicos  | Juegos Olímpicos  | Juegos Olímpicos |
| Año                | Lugar             | Medalla           | Prueba           |
| ------------------ | ----------------- | ----------------- | ---------------- |
| 2022               | Pekín (China)     | Medalla de bronce | Cuádruple        |
| Campeonato Mundial |                   |                   |                  |
| Año                | Lugar             | Medalla           | Prueba           |
| 2019               | Whistler (Canadá) | Medalla de bronce | Cuádruple        |